# Майзенберг, Олег Иосифович
Олег Иосифович Ма́йзенберг (род. 29 апреля 1945, Одесса) — советский и австрийский пианист и музыкальный педагог.

## Биография
Олег Майзенберг родился в 1945 году в Одессе, а через несколько месяцев после его рождения семья поселилась в Кишинёве. Игре на фортепиано начал обучаться с пяти лет под руководством матери, Ады Арнольдовны Майзенберг. Учился в специальной музыкальной школе имени Е. Коки в Кишинёве у Евсея Соломоновича Зака, затем в Молдавском государственном институте искусств имени Г. Музическу у Людмилы Вениаминовны Ваверко. В 1966—1971 годах — в Музыкально-педагогическом институте имени Гнесиных в Москве у Александра Иохелеса. В 1971—1981 годах — солист Московской филармонии. С 1981 года проживает в Вене.

## Семья
Жена — Евгения Марковна Майзенберг (1947—2018), дочь композитора Марка Григорьевича Фрадкина.

## Преподавательская деятельность
В 1985—1998 годах был профессором по классу фортепиано в Штутгартской высшей музыкальной школе, с 1998 года — профессор Музыкального университета в Вене. Среди его учеников — Маркус Хинтерхойзер, Роланд Крюгер, Тиль Фельнер.

## Признание и награды
Лауреат Международного конкурса имени Шуберта. Почётный член общества Wiener Konzerthaus (1995), кавалер австрийского почётного Креста первой степени (2005).